# コンビニスイーツ

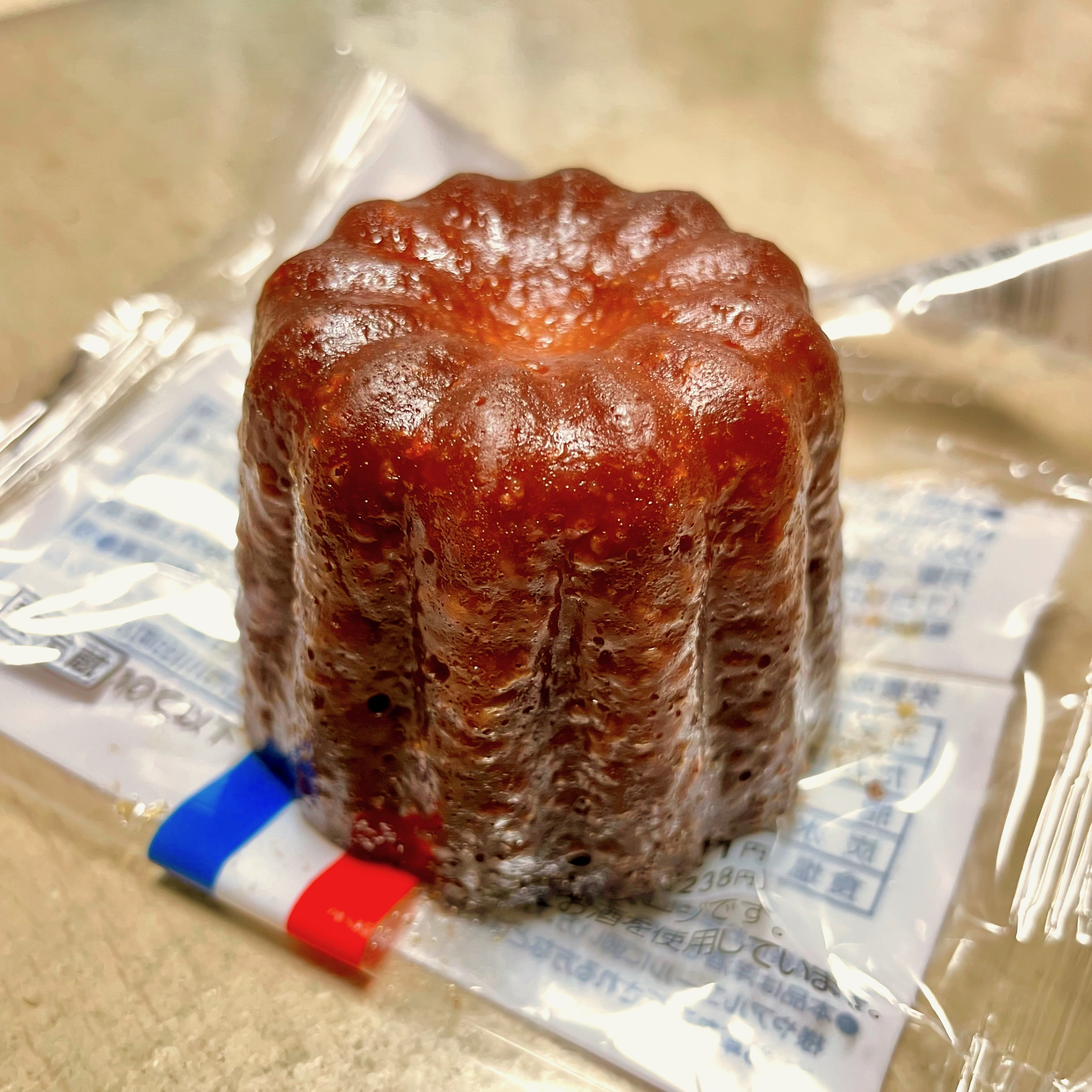
日本のファミリーマートで販売されているカヌレ

コンビニスイーツあるいはコンビニデザートとは、主に日本でコンビニエンスストアがそれぞれチェーンごとに自ら開発・販売を行うデザート類のことである。1990年代頃からコンビニで売られるスイーツが一般化し、チェーンごとに自社ブランドを建てて商品開発をすることも盛んに行われるようになった。2000年代後半以降にはロールケーキやバスクチーズケーキなど、コンビニスイーツとして大ヒットしたスイーツもいくつか出てきている。

## コンビニにおけるスイーツの販売
コンビニスイーツとは、主に日本で「コンビニ各社が独自に開発する、ティラミスやパフェなどのデザート」を指す。コンビニデザートとも呼ばれる。
1990年に日本でティラミスブームが起こり、この頃からコンビニでも自社製品ではないもののチルドデザートコーナーが作られるようになった。その数年後にはナタ・デ・ココがブームとなり、コンビニでもこれに類するスイーツが売られるようになった。1994年頃には「200円前後と値段も手頃」であるとしてコンビニで販売されるデザートが人気を博すようになっていた。1997年には、プリンやゼリー、ババロアなどはコンビニの「かくれた人気商品」として扱われるようになっている。
オリジナルのデザート開発は1990年代半ばにファミリーマートが先鞭をつけ、セブン-イレブンが遅れてそれに続いた。セブン-イレブンのオリジナルデザート売り場は1990年代末から2004年頃までで約2倍に拡大したという。
日本能率協会総合研究所編『食生活・食意識関連マーケティングデータ白書2008年版』には既にコンビニスイーツに関する調査が含まれていた。また、モンテールは2007年より、スーパーマーケットとコンビニエンスストアで販売されているスイーツを対象とした調査である『スーパー・コンビニスイーツ白書』を毎年刊行している。

## チェーンごとの展開

### ファミリーマート
ファミリーマートは1990年代半ばからオリジナルのデザートラインナップ開発に注力していた。2003年には「こだわり仕立てのデザート屋さん」ブランドを立ち上げ、カップケーキなどをラインナップに加えた。

#### スイーツプラス
「こだわり仕立てのデザート屋さん」と「アメリカンスイーツ」という半生菓子のラインを2006年に統合することになった。2006年5月にスイーツプラス (Sweets+) というラインを立ち上げた。これはコンビニ業界で主力商品のひとつであった自社開発製品ではないヨーグルトの売れ行き不振に対応すべく、オリジナルのスイーツのラインを立ち上げる必要があると考えられたからであった。女性向けの菓子類の開発に力を入れていた。当初のラインナップでは果物系のゼリーが比較的多く、甘さは抑えめであった。2009年時点では年間200品のチルドデザートを開発し、常に35品は提供するようにしていた。同時期にパスタ、ファストフード、デザート、チルド飲料の4つを自社開発の柱とした。

#### 男のスイーツ
2007年6月1日に「男のスイーツ」を開始した。第一弾はカフェラテ、ティラミス、珈琲ゼリーであった。このシリーズはコンビニ業界で女性向けとされている果物類の使用を控え、チョコレートやコーヒー類など黒く苦みのある素材を重視し、男性向けということでパッケージを黒くした。男性によく売れたほか、当初は黒いカラーコンセプトが女性の購買意欲を削ぐのではないかという懸念もあったが、女性にも売れたという。「男のティラミス」は男性向けに開発された大きなティラミスで、2008年3月までに100万個、2009年10月頃までに350万個を売り上げた。

### ウチカフェスイーツ（ローソン）
2009年9月にローソンが「ウチカフェスイーツ」を開始したが、これは女性客をターゲットとするスイーツのラインナップであった。コンビニスイーツは男性客がメインのターゲットであったが、女性客が比較的多かったローソンは女性客をターゲットとし、チルド和菓子などを含めた女性客向けの菓子類を販売した。ウチカフェスイーツ最初期の商品として2009年9月に発売したプレミアムロールケーキについては、これまであまり顧客からの評価が高くなかったクリームの品質向上を目指し、200種類以上のクリームを試して開発したところ、大ヒット商品となった。これにより「スイーツと言えばローソン」というイメージが広まったという。2019年に発売したバスクチーズケーキはこのイメージを後押しすべく、話題性を重視した販促方法で発売され、プレミアムロールケーキを上回る売れ行きを示した。
ウチカフェスイーツは2012年の秋に、贈答用スイーツとしての需要を見込んで全ての製品から数字での値段表示をなくし、かわりに音符のマークで値段がわかる「額譜」を導入した。
ウチカフェスイーツは「プレミアムライン」、「ベーシックライン」、「リミテッドライン」の3つのラインで開発・展開が行われている。季節感にあわせて1年間で何を販売するかのラインナップを決定している。ウチカフェスイーツのラインナップには嗜好性の強いものもあり、2011年に販売された亀ゼリーや、トマト、ピーマン、チーズが入っている塩味のケークサレは非常に売れ行きが悪かったという
ローソンは他にどんぶり類が中心の「ろーそん亭」、パスタの「パスタ屋」というシリーズも抱えており、ウチカフェを加えて充実感のある食事とデザートを1店で揃えられるオリジナルフードのラインナップに力を入れていると評されている。

### シュリエドルチェ（サークルKサンクス）

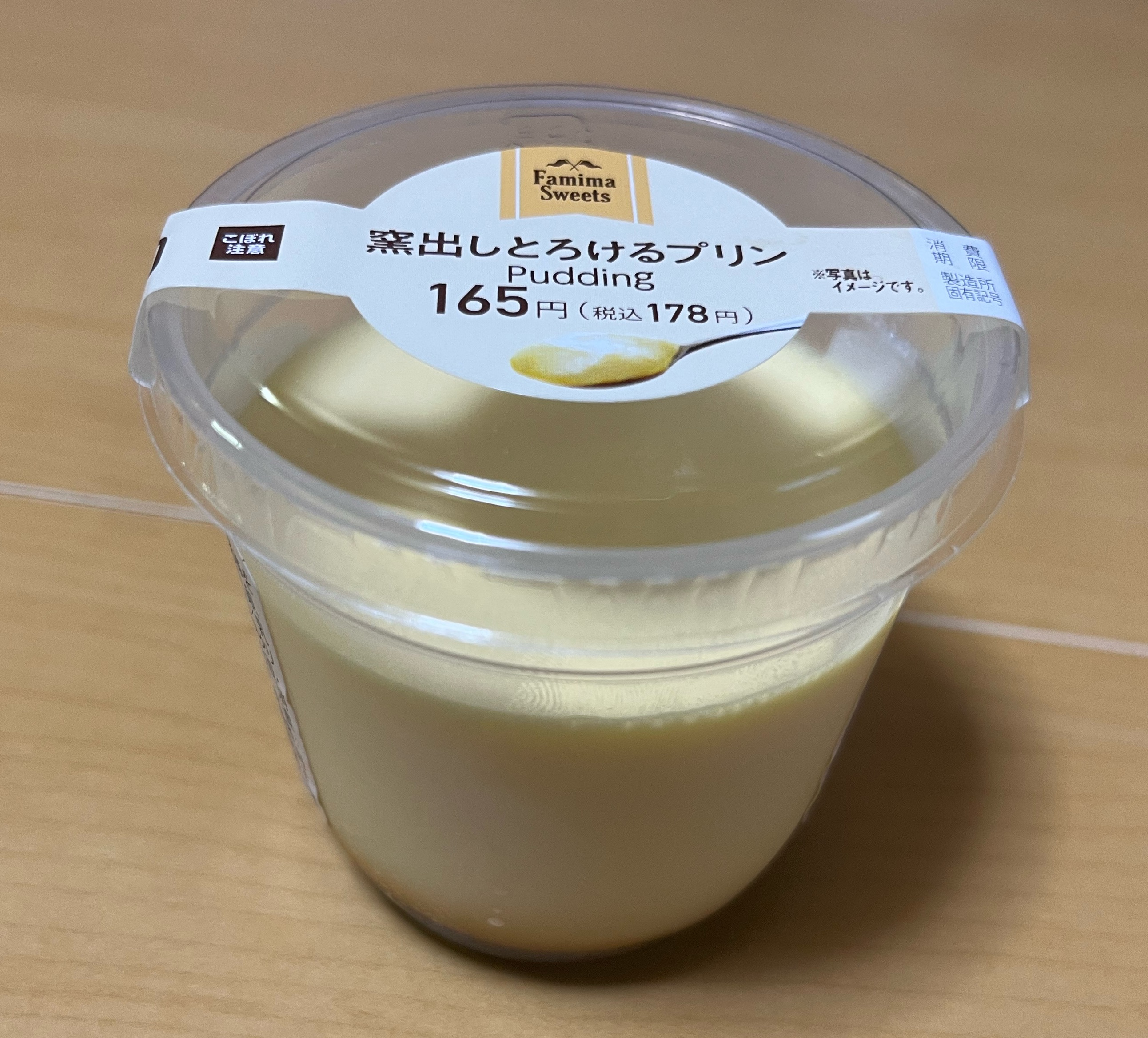
シュリエドルチェの人気商品だった窯出しとろけるプリン。現在はファミリーマートが販売している。

サークルKサンクスは、サークルKとサンクスが別別に展開していたデザート商品のシリーズを統一し、2007年11月にスイーツブランド「シュリエドルチェ」を立ち上げた。もともとサークルKは「サロンドシュクレ」というデザートブランドを有していた。シュリエドルチェは手で持って食べられるハンディ系、カップ系、ケーキ系の3つのラインを中心に開発・販売を開始した。同時にウェブサイト「カフェ　シュリエ　ドルチェ」を開設し、女性向けの情報を発信して顧客開拓をはかった。「男性も食べられるデザート」である一方、宣伝は女性の口コミを意識して行われていた。
2010年11月に発売した「天使のチーズケーキ」は北海道産生クリームを用いたチーズクリーム、マスカルポーネ、カスタードクリームを使用したカップチーズケーキで、発売4ヶ月で500万個を売り上げた。新商品の投入数がコンビニスイーツとしては極めて多く、2013年の初め頃には毎週、5-8品程度の新製品を開発して販売していたという。
2014年秋にシュリエドルチェは年齢やライフスタイルが違う3タイプの女性をメインの顧客層として想定する商品開発方針を採用し、和菓子の開発強化も行うこととした。2015年11月には有職女性をターゲットとする商品開発を強化することを決定した。同月に原宿にてシュリエドルチェのコラボカフェが期間限定でオープンした。さらに同月、「濃厚焼きチーズタルト」を発売し、これは発売5ヶ月後には1000万個を売り上げるヒット商品となった。濃厚焼きチーズタルトはクリームチーズ3種類と発酵バターを使用したさくさくとしたタルトであり、この商品のヒットでシュリエドルチェの売り上げが大きく伸長した。2016年5月にはバリエーションとして「抹茶の濃厚チーズタルト」も発売された。
2016年9月、シュリエドルチェを運営していたサークルKサンクスとファミリーマートとの統合が実施されたが、シュリエドルチェは人気シリーズであったため当面は維持されるとの見込みであった。しかしながら2017年2月、ファミリーマート系列企業の商品統合に伴い、シュリエドルチェの販売は終了となった。

### セブン-イレブン
セブン-イレブンは2003年、全国に自社生産のデザートを作る専用の工場を確保した。2007年7月にコンビニスイーツ購入者を対象に行われたウェブ調査では、「オリジナルのスイーツが最も充実しているコンビニはどこですか？」という質問に対し、42.4％がセブン-イレブンをあげていた。セブン-イレブンは2008年5月にデザートの新シリーズであるなないろカフェを立ち上げ、これまで販売していたデザート類のパッケージなどを全面的に変更した。
2014年末から2015年頃にかけて、セブン-イレブンはセブンカフェのコンビニコーヒーと一緒に販売するドーナツ販売を大々的に行った。
2021年にスイーツ商品の売り上げが前年割れとなったのをきっかけに、2022年6月15日、セブン-イレブンはスイーツ商品類を全面的に刷新することを発表した。「街のスイーツ屋さんを目指し」て販促活動を行っている。

### ミニストップ

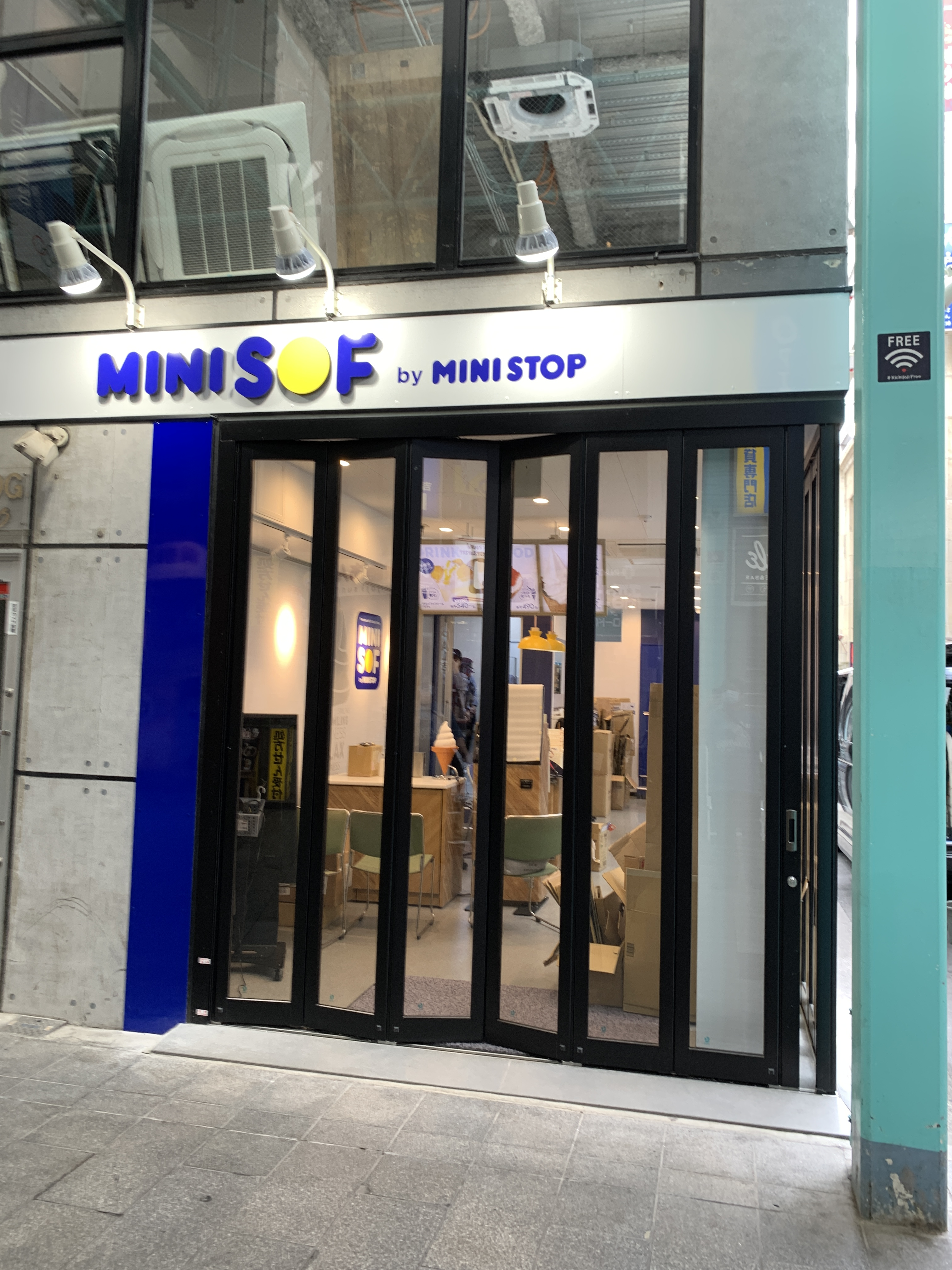
ミニストップのソフトクリーム専門店であるミニソフ

ソフトクリームがデザートの主力商品であり、「ミニストップというチェーンの最も鮮明な"個性"のひとつ」「コンビニソフトクリームといえばミニストップ」と言われている。日本のコンビニで初めて保健所への申請やフリーザー調節技術などの障壁を乗り越えて店内で作るソフトクリームを販売した。ソフトクリームを作る店員に資格試験を課す「ソフトクリームマイスター」制度も導入している。ソフトクリームのみならずフルーツパフェなども販売しており、2005年3月に発売した練乳いちごパフェは発売3週間で100万個を売り上げ、1店あたり平均80個売れた日もあったという。2005年時点で年間3000万個、日本のソフトクリーム販売量の10％をミニストップが販売していた。ミニストップはソフトクリーム専門店であるミニソフも運営している。
また、季節感や記念日などを取り入れたデザート開発を行っており、2005年からは節分に食べる恵方巻を真似た形のフルーツロールを季節のデザートとして販売している。

### スリーエフ
スリーエフは1995年からオンブラージュというスイーツブランドを有していた。2000年代初頭には、職人が自分でデコレーションする手作り感のあるデザートを売りにしていた。2010年にはこのオンブラージュのラインナップの一環として、昭和のアイドルである菊池桃子、渡辺美奈代、松本伊代が監修したスイーツを販売している。また、2008年にはオンブラージュとは別にモデルスイーツ (MODEL SWEETS) という健康と美容に良いスイーツのブランドを立ち上げていた。
2013年6月にデザート類全てを統一ブランドである「FSTYLE」に統合した。2013年11月に米粉を用いた生地にクリームなどを入れた「もちぽにょ」を発売した。これは当初は店側ではあまり宣伝を強化していなかったものの、口コミによってヒット商品となり、2014年1月時点までで70万個、1店あたり平均30個が売れていたという。2015年5月までに760万個を売り上げた。その後ももちぽにょシリーズはスリーエフの主力デザートとなっている。

### セイコーマート

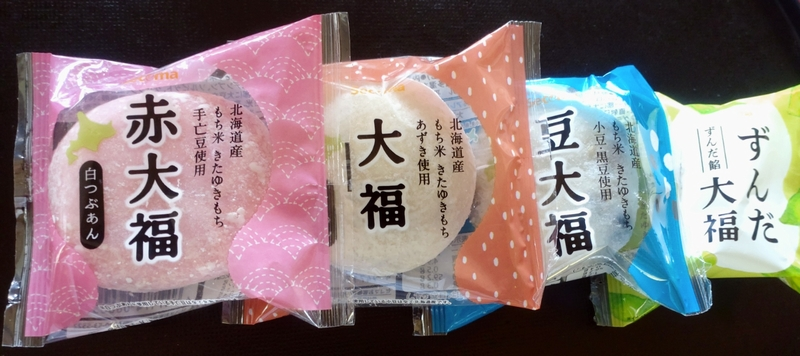
セイコーマートの大福シリーズ

セイコーマートは北海道産素材を用いたスイーツ開発を行っている。「ぷち茶房」の大福シリーズはデザートの主力商品であり、2014年時点では年間400万個、2015年時点では5週間で110万個を生産し、販売していた。もち米には北海道産の高級品である「きたゆきもち」、アズキも北海道産のものを用いて、自社工場で生産されている。

## 話題になった商品

### ロールケーキ

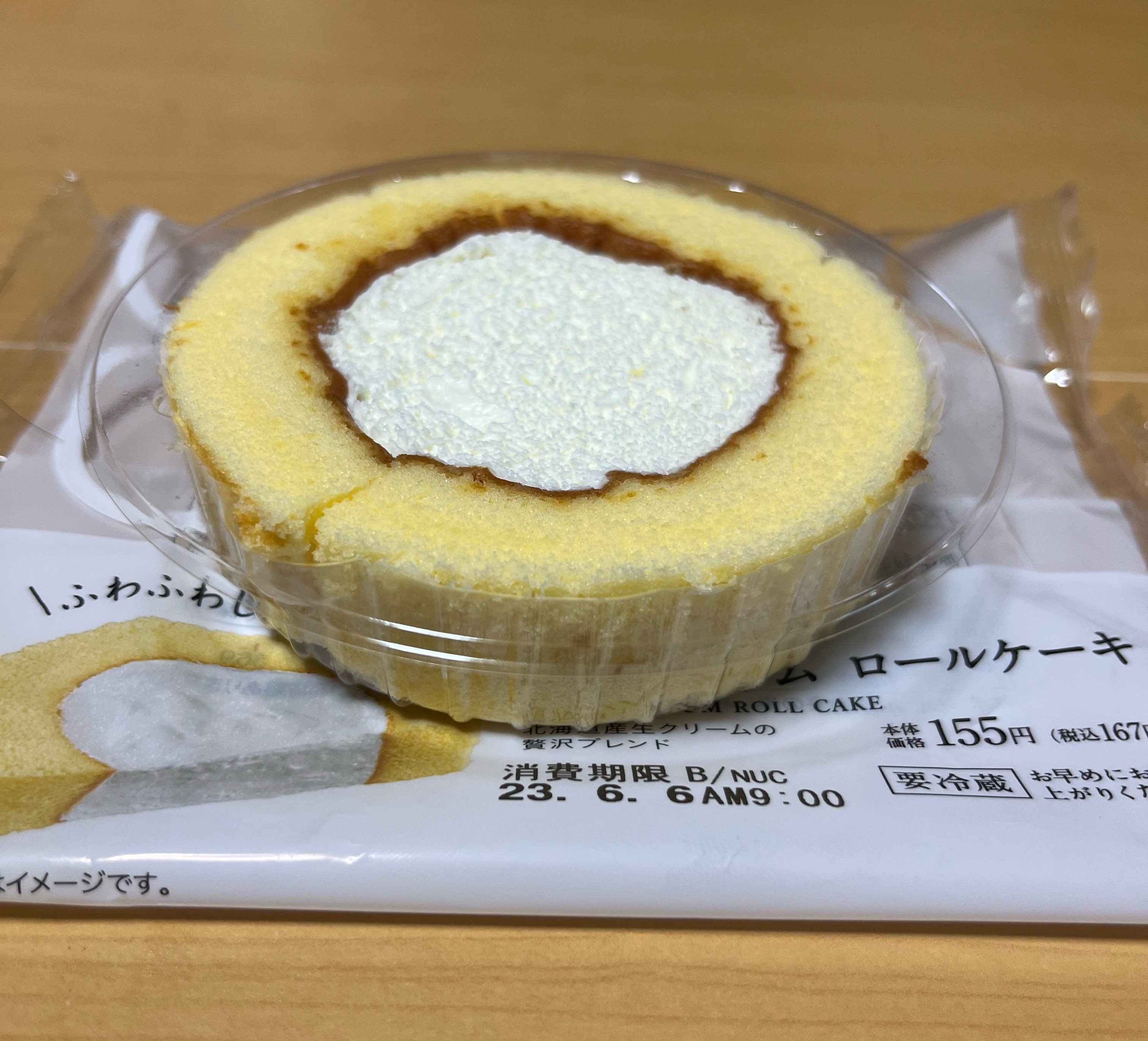
ローソンのプレミアムロールケーキ

2009年9月にローソンがウチカフェスイーツの一部としてプレミアムロールケーキを売り出したところ、発売から半年で1800万個を売り上げるヒットとなった。これまでコンビニでは油脂メーカーの生クリームを使用することが多かったが、こうしたクリームが女性客に不評だということで、ウチカフェスイーツでは洋菓子店のクリームを受注している乳業メーカーのものを使ってロールケーキの開発を行うことにした。通常、ロールケーキはクリームを入れてから巻いたものを切断するが、中に入れるクリームの量を多くすると切断時に形が崩れてしまうことが多くなるので、ローソンのプレミアムロールケーキはこれを避けるべく、カットしたスポンジケーキ生地を「一本ずつ取り出し円形に丸めて型に入れ、中心部にクリームを絞り出す」という製法で作られていた。「大阪名物「堂島ロール」を8分割したようなロールケーキ」と評されている。2009年8月に北陸の店舗でテスト販売を行ったところ大変売れ行きが悪く、パッケージとケーキ生地の部分を1週間でリニューアルして9月に全国発売した。ウチカフェのプレミアムロールケーキは1個あたり150円以上という発売当時のコンビニスイーツとしては高めの価格で販売されていたが、口コミで売れ行きが伸びたという。ウチカフェのプレミアムロールケーキは2013年11月までに計2億個程度を売り上げるロングセラー商品となった。
ウチカフェのプレミアムロールケーキが大ヒットした後、2010年には「渦なしロールケーキ」がコンビニスイーツとして大きく脚光を浴びるようになった。通常のロールケーキはスポンジケーキにクリームなどを挟んで巻くものだが、渦なしロールケーキは「外枠をスポンジでグルッと囲み、センターには生クリームがたっぷり詰まった」ものである。プレミアムロールケーキ発売後、半年ほどの間に他のコンビニチェーンもロールケーキ類の販売を始めた。2010年4月にはセブン-イレブンがなないろカフェのラインナップの一部として「3つの秘密！極上ロール」を発売したが、これは比較的スポンジの存在感があり、北海道産生クリームの他にカスタードクリームも使用したものであった。極上ロールは発売1ヶ月で770万個を売り上げた。
プレーンのスポンジケーキと生クリームを組み合わせたものだけではなく、様々なバリエーションのものも発売され、ローソンはウチカフェの後続商品としてスイスのバリーカレボー社のチョコレートを使用したプレミアムチョコロールケーキを2010年2月に発売した。セブン-イレブンは2010年のクリスマスに極上ロールのクリスマスケーキを発売した。

### バスクチーズケーキ

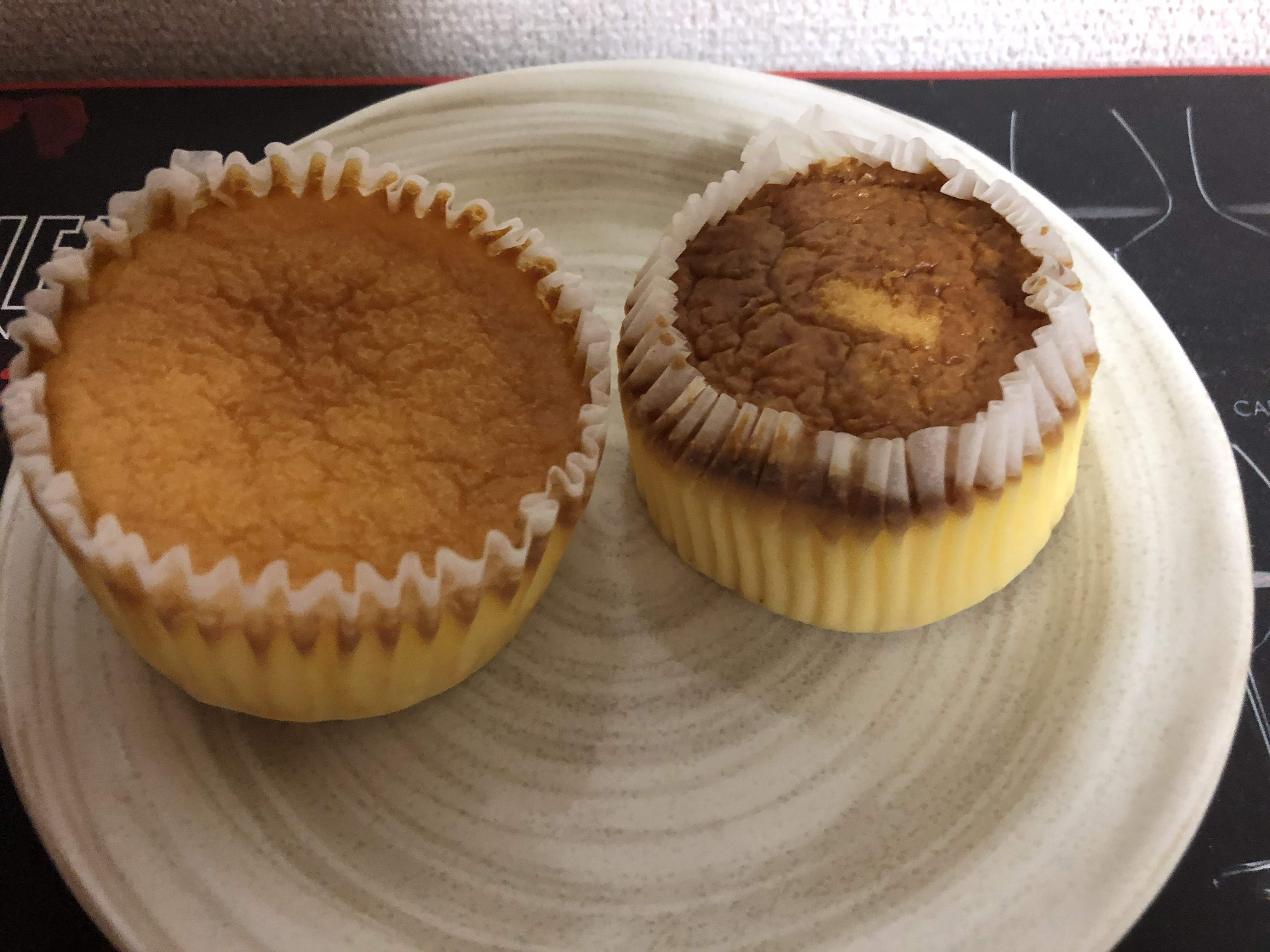
日本のコンビニで販売されているバスクチーズケーキ

2019年3月、ローソンがチルドデザートとしてバスクチーズケーキを発売し、これが大ヒット商品となったため、コンビニ各社がバスクチーズケーキを発売するようになった。

### ドーナツ

#### 生ドーナツ
2010年には生ドーナツのブームがあり、サークルK、サンクス、ファミリーマート、スリーエフが生ドーナツを販売した。

#### 「ドーナツ戦争」

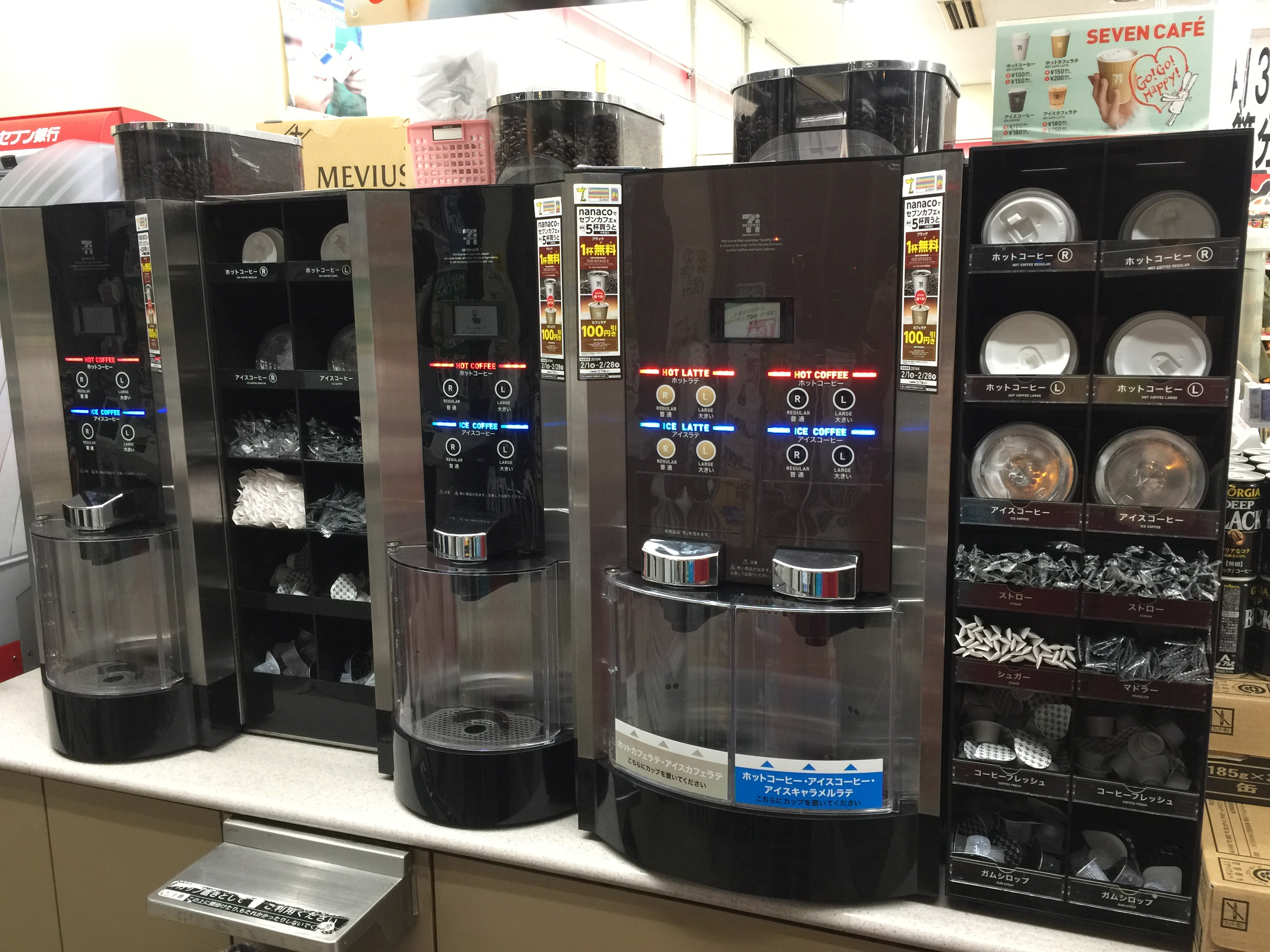
下関のセブンカフェ

2014年末から2015年にかけて、コンビニ各社がコンビニコーヒーと一緒に購入するドーナツを販売し、メディアから「ドーナツ戦争」と言われるような状況になった。
2013年にセブン-イレブンのセブンカフェがコンビニコーヒーとして大きな成功を収めた。セブン-イレブンはコーヒーと一緒にドーナツが購入されることを狙うようになった。2013年12月頃、セブン-イレブンは東京都の店舗でドーナツの試験販売を行った。2014年11月、セブン-イレブンはドーナツ販売に本格的に参入する計画を明らかにした。これはコンビニ業界に「衝撃」として受け止められた。セブン-イレブンは2014年10月末に関西の店舗でドーナツを導入したが、導入店舗でのコーヒー売り上げは平均で20杯ほど増加し、ドーナツは1日で2万円程度売れたという。当初はセブン-イレブンは2015年度に4億個、2016年度は6億個のドーナツを売り上げることを目標にしていた。コンビニドーナツは大きなヒット商品となることが予測されていた。
セブン-イレブンのドーナツはライバルチェーンと見なされるミスタードーナツのドーナツに似た外見で、価格はセブン-イレブンのほうが10円から50円ほど低価格であった。一方で味についてはミスタードーナツに及ばないとする見解もあった。
ドーナツ販売に参入していたのはセブン-イレブンよりローソンのほうが先であったが、全店導入までの速度はセブン-イレブンのほうが早かった。ローソンはカウンターで「ハワイアンドーナツ」を販売していた。ナチュラルローソンでも2013年11月時点から焼きドーナツを販売していた。大手コンビニの中では唯一、店頭でドーナツを揚げて販売していた。ローソンのドーナツもセブン-イレブンのドーナツ同様、ミスタードーナツのドーナツに似ているのではないかという指摘もあった。
ファミリーマートもスイーツプラスブランドでドーナツ販売に参入していた。ファミリーマートは他社のようにレジ横カウンターで販売するのではなく、ドーナツ専用のショーケースで袋入りドーナツの販売を行っていた。また、サークルKサンクスもカウンターでのドーナツ販売を行っていた。
しかしながら、このようにドーナツ販売の競争が過熱したにもかかわらず、コンビニドーナツは長期的にはあまり売れ行きが良好ではなく、数年後にはレジ横からベーカリーコーナーなどに移されて販売されるようになった。セブンイレブンの担当者は「品質で圧倒的な差別化ができていなかった」ため「想定の広がりが得られませんでした」と分析している。ドーナツ市場の規模はこのコンビニ参入によって1200億円から1600億円前後まで伸長したと想定されているが、セブン-イレブンにとってはドーナツはコンビニコーヒーほどのヒットにならなかったため、2017年にはセブンカフェでドーナツ以外の食品も売る方向性にシフトした。2017年の第3四半期決算ではミスタードーナツの売り上げも減少しており、これはコンビニなどがドーナツに参入したことが影響しているのではないかと推測されている。
2024年9月、セブンイレブンが再びドーナツ販売に参入した。

#### クロナッツ
2014年にはクロワッサンのような生地をドーナツのようにして食べるクロナッツもブームとなった。サークルKサンクスはクロナッツである「キュービックドーナツ」を2014年2月に発売し、1ヶ月で150万個を売り上げた。他のコンビニ各社も追随した。

### 温めて食べるスイーツ
2010年1月、ローソンのウチカフェがチルドで販売し、自宅のレンジで温めて食べる「HOTぜんざい」を販売した。続いてウチカフェは2011年11月にフォンダンショコラなど、温めて食べる洋スイーツを3種類、発売した。2012年1月にはミニストップがフォンダンショコラをスタッフが温め、上にソフトクリームをかけて提供するというサービスを開始した。

### 和菓子

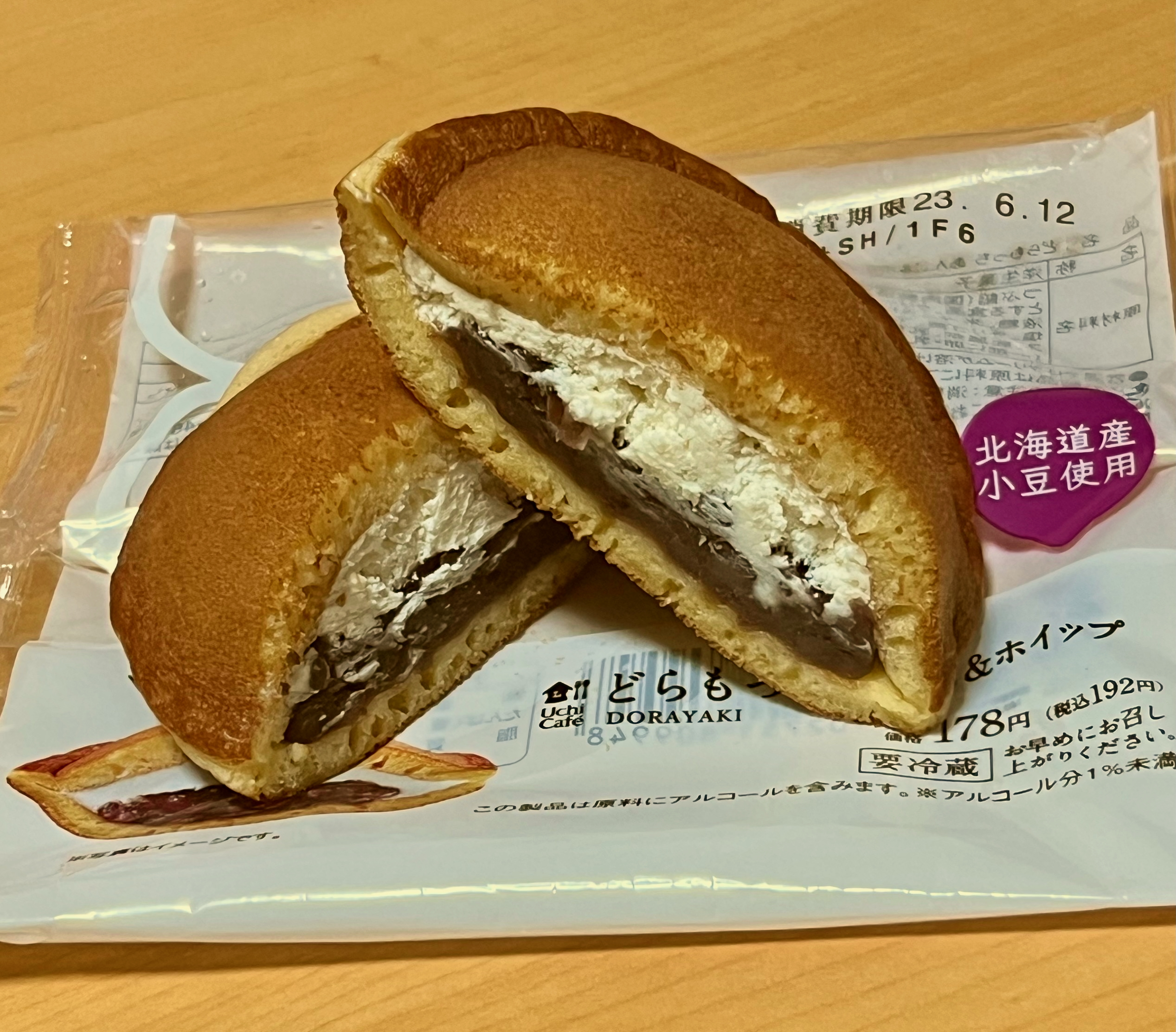
日本のローソンで販売されているどらもっち

コンビニで販売される和菓子としては、1990年代半ばには既に串団子、大福、どら焼きが定番と考えられていた。女性には餡子系の菓子が、男性には団子が人気があったという。
2004年にセブン-イレブンが日本のコンビニで始めてチルド和菓子をラインナップに加えた。2009年6月にセブン-イレブンがデザート売り場をアップデートした際、コンビニの和菓子が洋菓子ほど売れていない状況を改善すべく、団子や大福などのラインナップも刷新した。2012年の夏頃には各チェーンが餡子を中心とする和菓子の開発に力を入れるようになった。ローソンがウチカフェスイーツに「笹の葉に包まれた麩まんじゅう」などを投入し、ファミリーマートは和菓子店である新杵とコラボレーションしたチルド和菓子のラインナップである「Sweets+和シリーズ」を開始し、セブン-イレブンも水羊羹や大福類などの販売を開始した。サークルKサンクスのシュリエドルチェは2015年の5月から6月にかけて抹茶わらび餅などのチルド和菓子をラインナップを強化した。

### イートインのソフトクリーム
ミニストップが日本で初めてイートインのソフトクリームを発売したコンビニであり、ミニストップの主力商品のひとつとなっている。
2013年4月にローソンがウチカフェスイーツの一部として販売した濃厚ミルクワッフルコーンは、先行するヒット作であるプレミアムロールケーキのクリームをベースに使用したソフトクリームというコンセプトであり、北海道産のジャージー牛乳を加えたクリームとホワイトチョコレートで薄くコーティングしたワッフルコーンの組み合わせで、発売3ヶ月で600万個を売り上げた。

## 受容

### 購入状況
2007年7月にコンビニスイーツ購入者を対象に行われたウェブ調査では、プリンやパンナコッタについては55.7％、シュークリームやエクレア類については40.5％がコンビニの冷蔵コーナーで購入することがあると回答していた。一方でコンビニスイーツを購入する習慣のない人のうち46.6％は、価格が割高であるため購入しないと回答していた。
2023年のモンテールの調査によると、スイーツをどういう場所で購入するかという質問に対して、63.2％の人がスーパーマーケット、56.4％の人がコンビニエンスストアと回答しており、コンビニはスイーツ購入場所としては第2位である。10代、20代ではスイーツを買う場所としてはコンビニが第1位であり、年齢層が高くなるほどコンビニでの購入率が減る。売れるスイーツの種類としては、スーパー・コンビニをあわせてシュークリームが第1位、プリンが第2位であり、これは16年間変わっていない。
多くの店舗では、コンビニでスイーツが売れる時間帯は夜間である。仕事が終わった後や食後のデザートとしての購入が多いと考えられている。

### ターゲット層とジェンダー
コンビニスイーツは「専門店の対面では買いづらい」という男性客に受け入れられたと考えられている。2009年10月頃の時点で、既に著名なパティシエの監修などを受けたコンビニスイーツがコンビニエンスストアの「集客の目玉」となっていた。この時期のコンビニスイーツはファミリーマートの「男のスイーツ」ラインナップをはじめとして男性客をターゲットとするものも多く、夜の時間帯に男性に売れていたという。自家用車の中などで買ってすぐに食べることのできる大きなものがメインであった。
一方で2006年5月にファミリーマートが開始したスイーツプラス (Sweets+)は成人女性向けのスイーツラインナップであった。ファミリーマートのスイーツはシュークリームを中心に男性には売れていたものの、ケーキについては「舌の肥えた女性を満足させるものは打ち出せておらず」売れ行きが不振であったという。ディズニープリンセスをイメージキャラクターとして使用した「スイーツ・ストーリー」という取り組みも行った。
また、2009年9月に始まったローソンのウチカフェスイーツも、コンビニであまり買物をしない女性客を新規開拓できるメインターゲットとして開発を行った。ウチカフェスイーツは「味より量という男性向け商品がほとんどだったコンビニスイーツ界に真っ向から切り込み、見事に女性客の人気を獲得した」と評価された。